# Tortuga gegant d'Aldabra
La tortuga gegant d'Aldabra (Geochelone gigantea) és una tortuga gegant de la família Testudinidae que només habita en l'atoló que li dona nom, Aldabra, a l'arxipèlag de les Seychelles. Ha estat introduïda per l'home a l'illa d'Unguja de l'arxipèlag de Zanzíbar, Tanzània.
Es creu que una tortuga de 181 anys, anomenada Jonathan, és la tortuga vivent més vella del món actualment).

## Morfologia
Després de la  tortuga gegant de les Galápagos és la tortuga més gran del món, pot sobrepassar el metre de longitud. Els mascles poden arribar a pesar 250 kg, mentre que les femelles freguen els 150 kg. Com passa amb altres tortugues, pot arribar a viure més de 100 anys.
La closca és en forma de cúpula i de color gris fosc o negre. Les extremitats són molt robustes, cosa imprescindible per suportar el gran pes de l'animal. El coll és desproporcionadament llarg, fins i tot per un animal tan gran, cosa que li resulta molt útil per arribar a les branques baixes dels arbres, fins a gairebé un metre d'alçada des del terra.

## Hàbitat i distribució

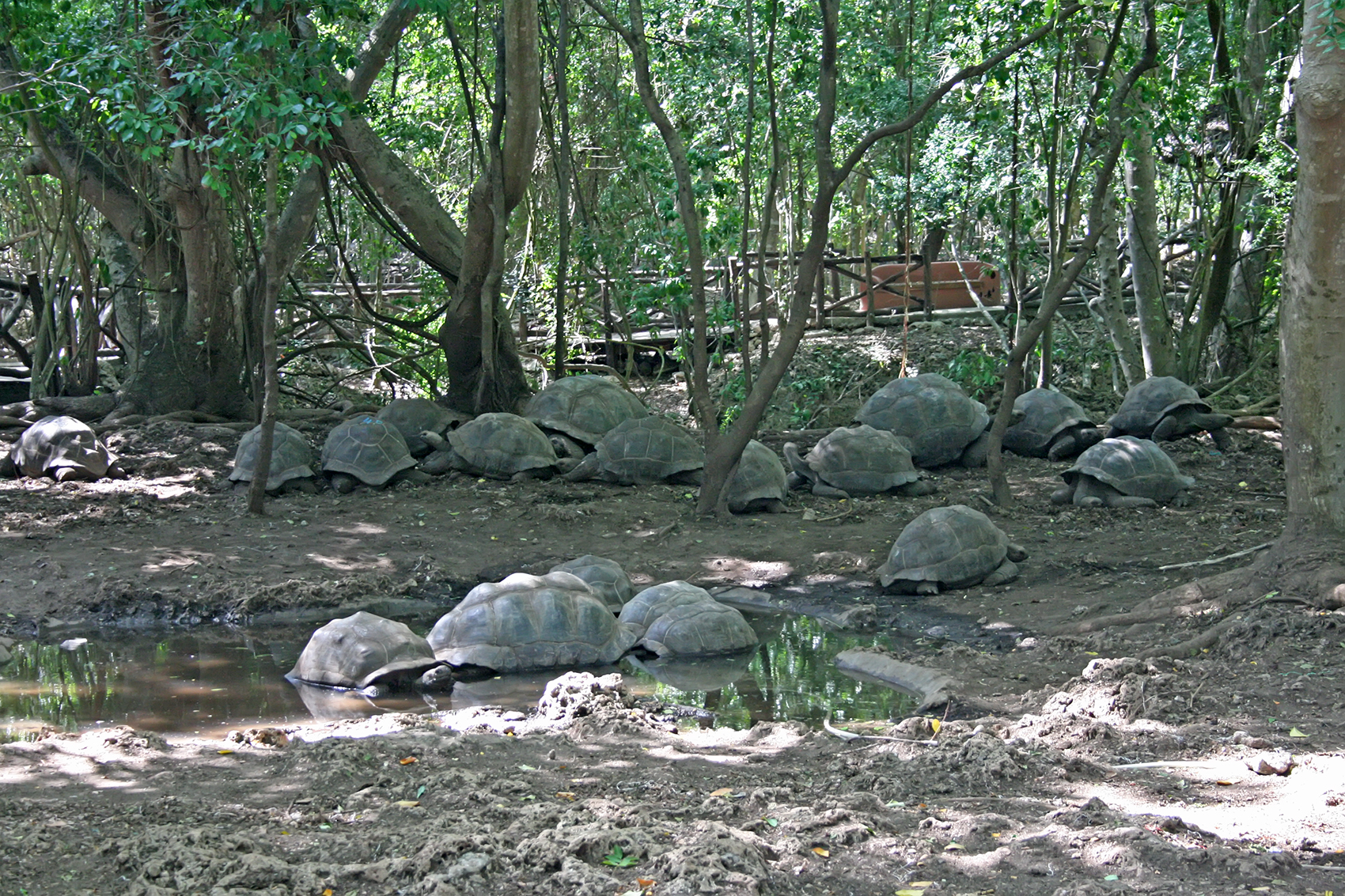
Una població aïllada a l'illa de Changuu, a Zanzíbar.

Un tipus particular d'hàbitat ha evolucionat conjuntament a causa de la pressió de pastura de les tortugues: l'herba de tortuga, un conjunt de més de 20 espècies de gespa i herba. Moltes d'aquestes diferents plantes han empetitit de manera natural, creixent a partir de la seva llavor més a prop del terra, en lloc de créixer cap amunt, per evitar ser devorades quan es tanquen les mandíbules de les tortugues.
Donat que es tracta de l'animal més gran del seu entorn, la tortuga gegant d'Aldabra actua assolir un paper similar al de l'elefant. La seva cerca vigorosa d'aliment fa caure arbres i crea camins que utilitzen altres animals.
La principal població d'aquesta espècie es troba a les illes de l'atoló d'Aldabra, a les illes Seychelles. L'atoló ha estat protegit de la influència humana i és la llar d'uns 152.000 individus, la població més gran del món d'aquesta espècie. Una altra població aïllada d'aquest animal viu a l'illa de Zanzíbar, i altres poblacions en captivitat viuen als parcs de conservació de Maurici i Rodrigues. Les tortugues viuen a diferents hàbitats com són pastures, matolls baixos, manglars i dunes costaneres.

## Comportament

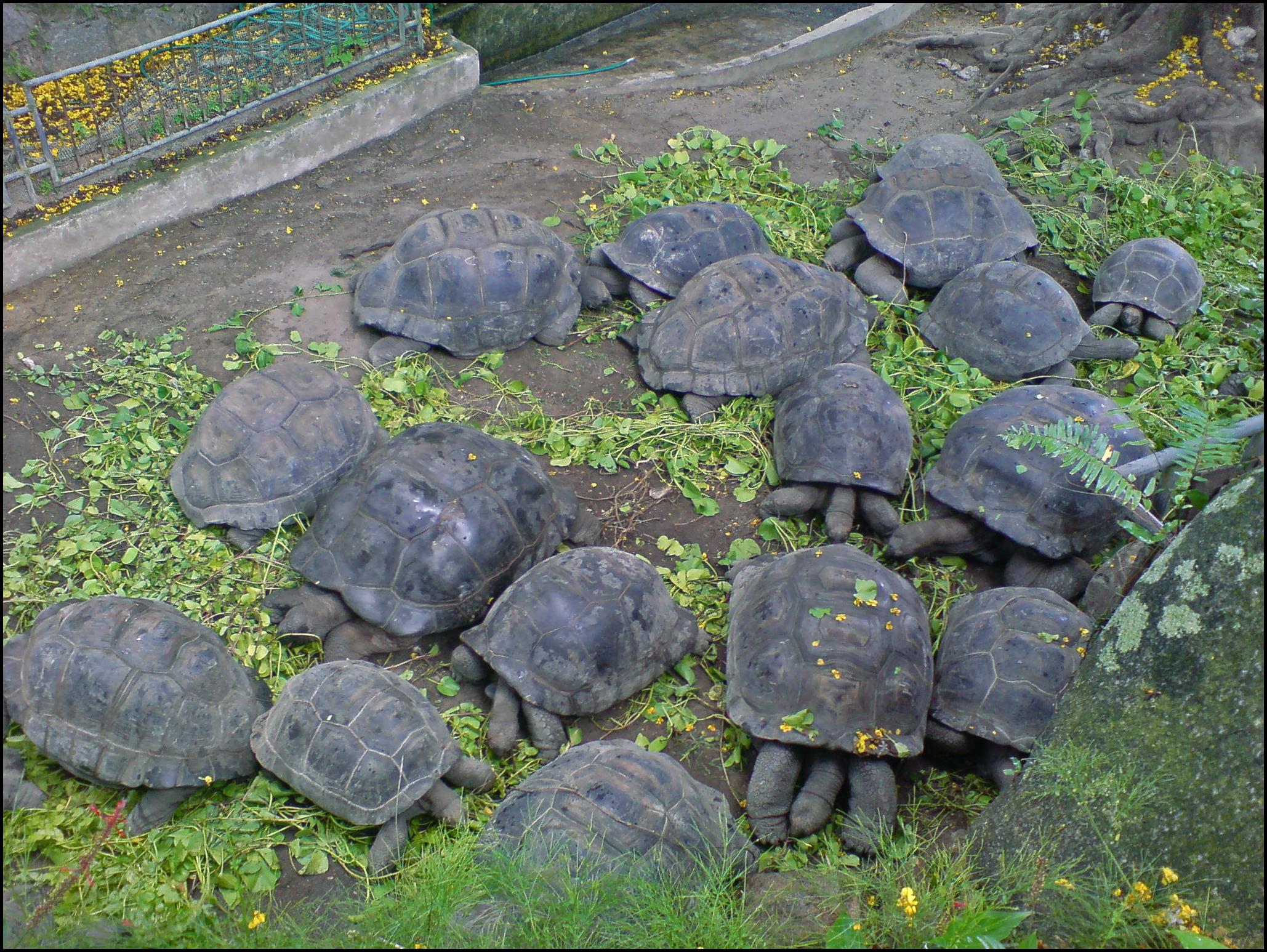
Un grup de tortugues gegants d'Aldabra als Jardins Botànics, a Mahé, Seychelles.

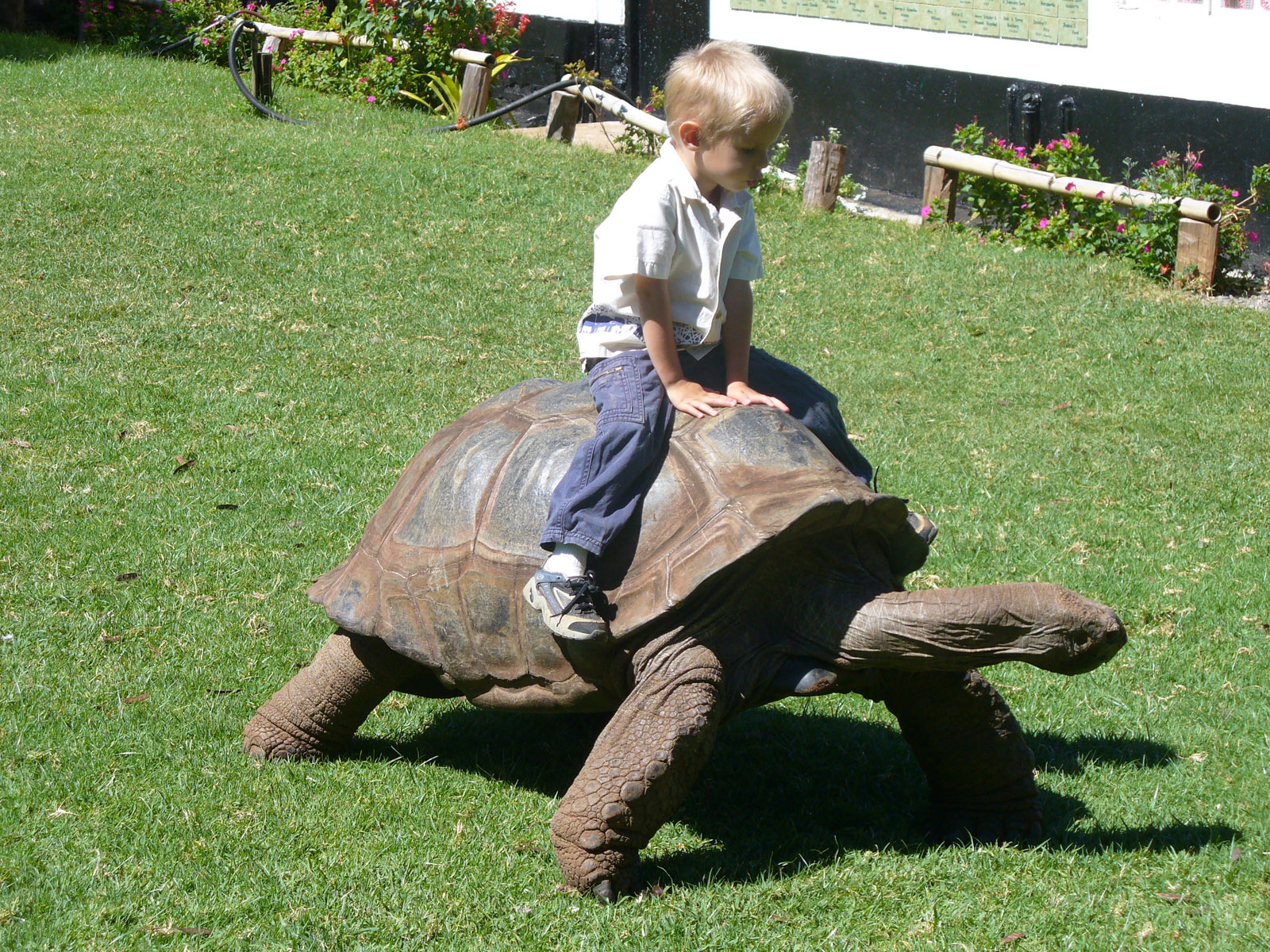
Un nen muntant una tortuga gegant d'Aldabra al Mt. Kenya Wildlife Conservancy.

La tortuga gegant d'Aldabra viu tant en solitari com en grups, els quals tendeixen a formar-se principalment en pastures obertes. Estan més actives durant els matins, moment en el qual estan cercant aliment. Caven caus sota terra o descansen a pantans per mantenir-se fresques durant la part més càlida del dia.
Encara que són característicament lentes i cauteloses, són capaces d'assolir una velocitat considerable, especialment quan se senten amenaçades. També són conegudes per intentar acrobàcies perilloses, recolzant-se precàriament sobre les potes del darrere per arribar a les branques baixes dels arbres. Corren risc de morir en poder quedar panxa enlaire i no ser capaces de posar-se dretes per si mateixes.
Són excel·lents nedadores i dinàmiques en el seu entorn natural. Aquest factor ha permès la difusió i eventual especiació de molts tipus de tortugues relacionades arreu de l'oceà Índic.
Les tortugues no són domesticables, encara que són notablement indiferents a la presència humana. No semblen tenir por de l'home. Algunes, fins i tot, cerquen la seva atenció. Algunes sembla que els agrada rebre copets al cap, mentre que d'altres gaudeixen sent rascades al coll, on s'uneix amb el plastró.

## Alimentació

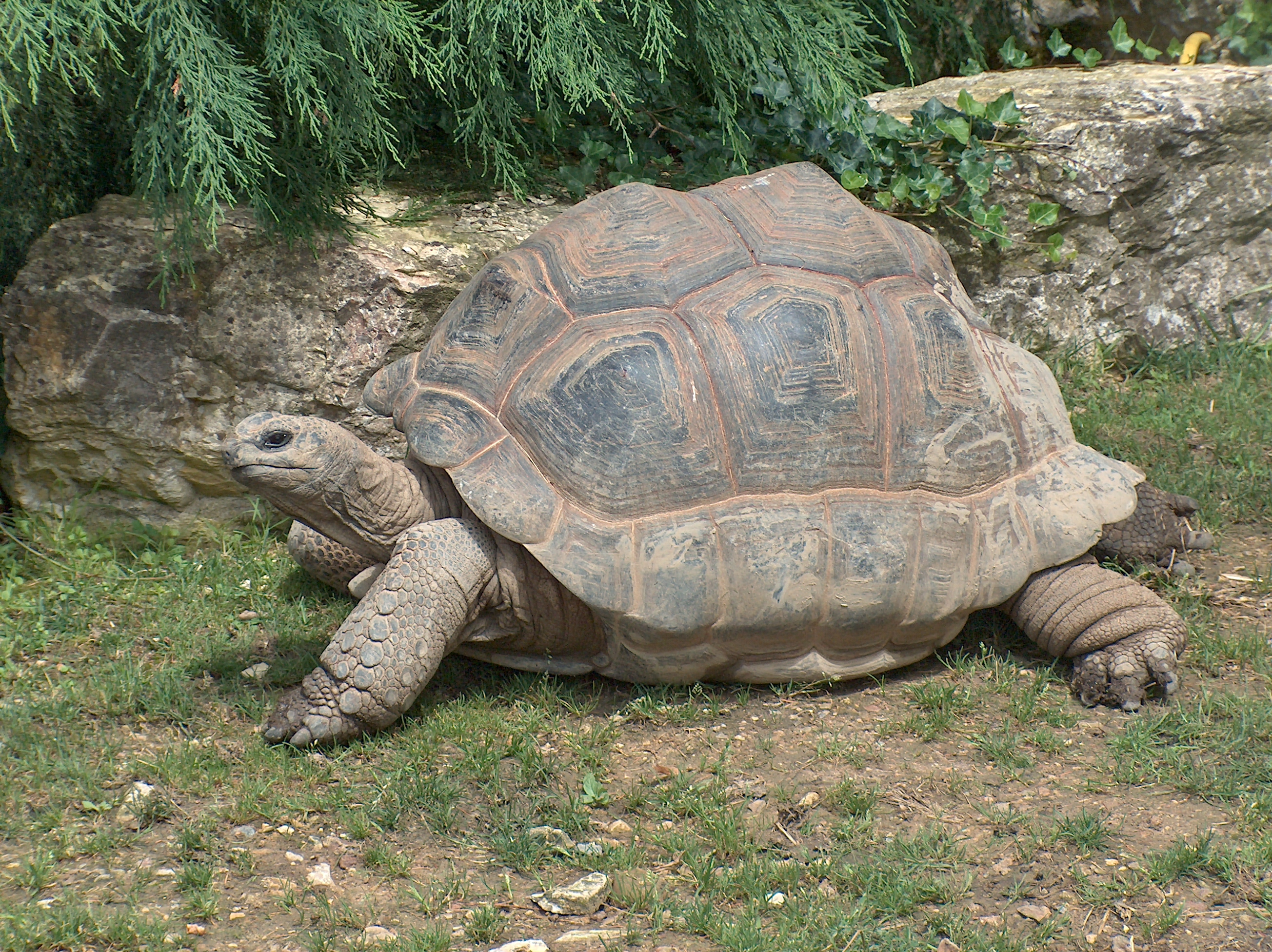
Tortuga gegant d'Aldabra

Aquesta tortuga herbívora s'alimenta d'herba, fulles i tiges llenyoses, encara que ocasionalment complementa la dieta amb invertebrats o carronya, inclosos els cadàvers d'altres congèneres. En captivitat aprofiten també fruites com la poma o el plàtan, podent-se alimentar amb comprimits a base de fruites i altres vegetals. Tot i la disponibilitat d'aigua dolça en els seus territoris, solen obtenir aquesta dels aliments que ingereixen. No tenen por de l'home i poden menjar de la seva mà.

### Herba de tortuga
L'herba de trotuga està formada per les següents espècies de plantes:
| - Bacopa monnieri - Boerhavia elegans - Bulbostylis basalis - Cassia aldabrensis - Cyperus dubius - Cyperus ligularis - Cyperus obtusiflorus - Dactyloctenium pilosum - Eragrostis decumbens - Euphorbia prostrata - Euphorbia stoddartii - Evolvulus alsinoides - Fimbristylis cymosa - Fimbristylis ferruginea - Hypoestes aldabrensis | - Lagrezia madagascariensis - Lepturus repens - Mollugo spergula - Panicum aldabrense - Phyllanthus maderaspatensis - Pleurostelma cernuum - Plumbaga aphylla - Pycreus pumilus - Ruellia monanthos - Sclerodactylon macrostachyum - Sida parvifolia - Solanum nigrum - Sporobolus testudinum - Sporobolus virginicus - Tephrosia pumila |

## Reproducció
La maduresa sexual ve determinada per la mida, no per l'edat, per això aquesta tortuga és sexualment madura quan arriba a la meitat de la mida final. L'aparellament es dona entre febrer i maig. La femella pon entre 10 i 25 ous. Hi ha una elevada taxa d'infertilitat dels ous, prop del 60% no estan fecundats. La incubació dura 8 mesos. L'eclosió es produeix entre octubre i novembre.

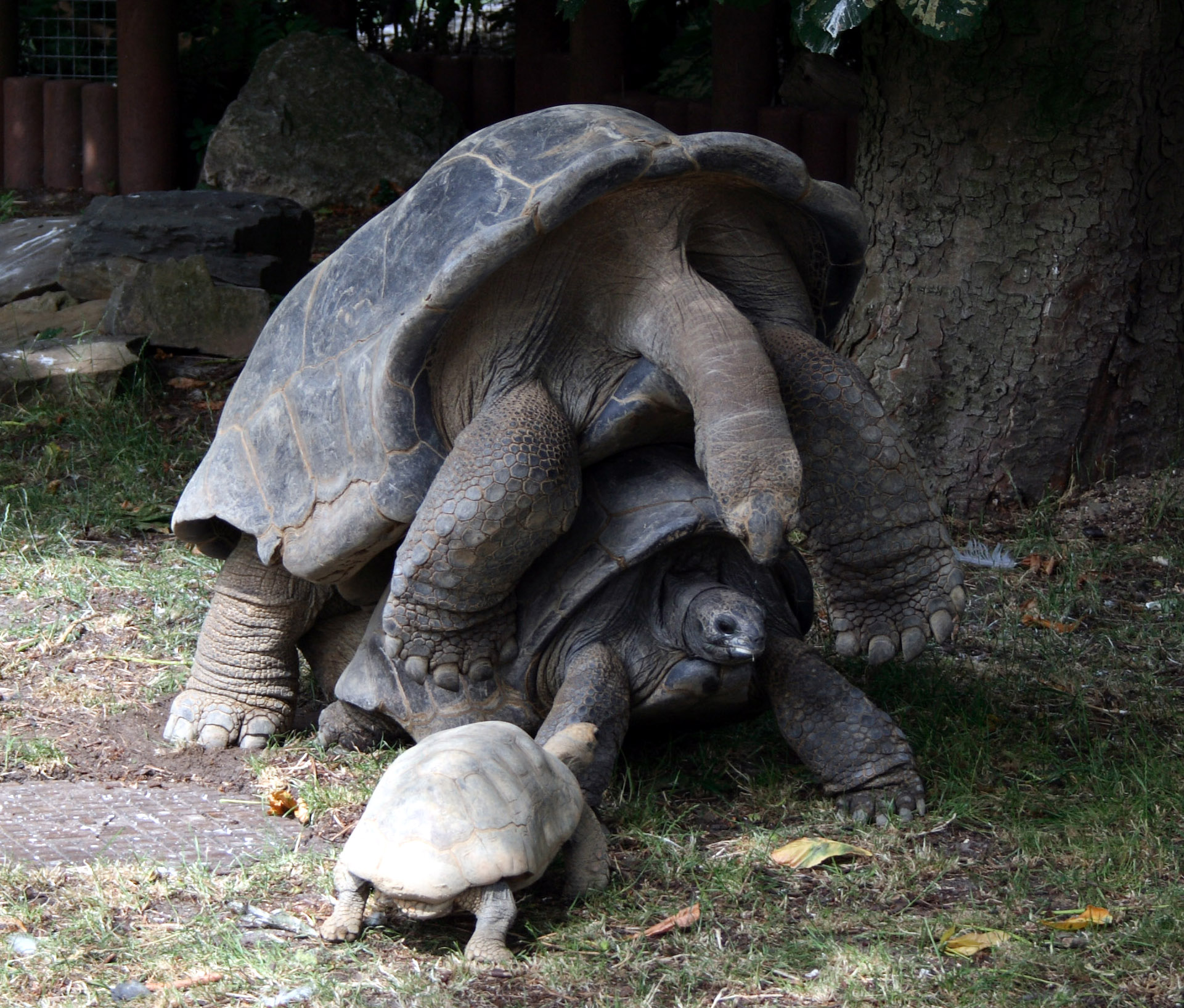
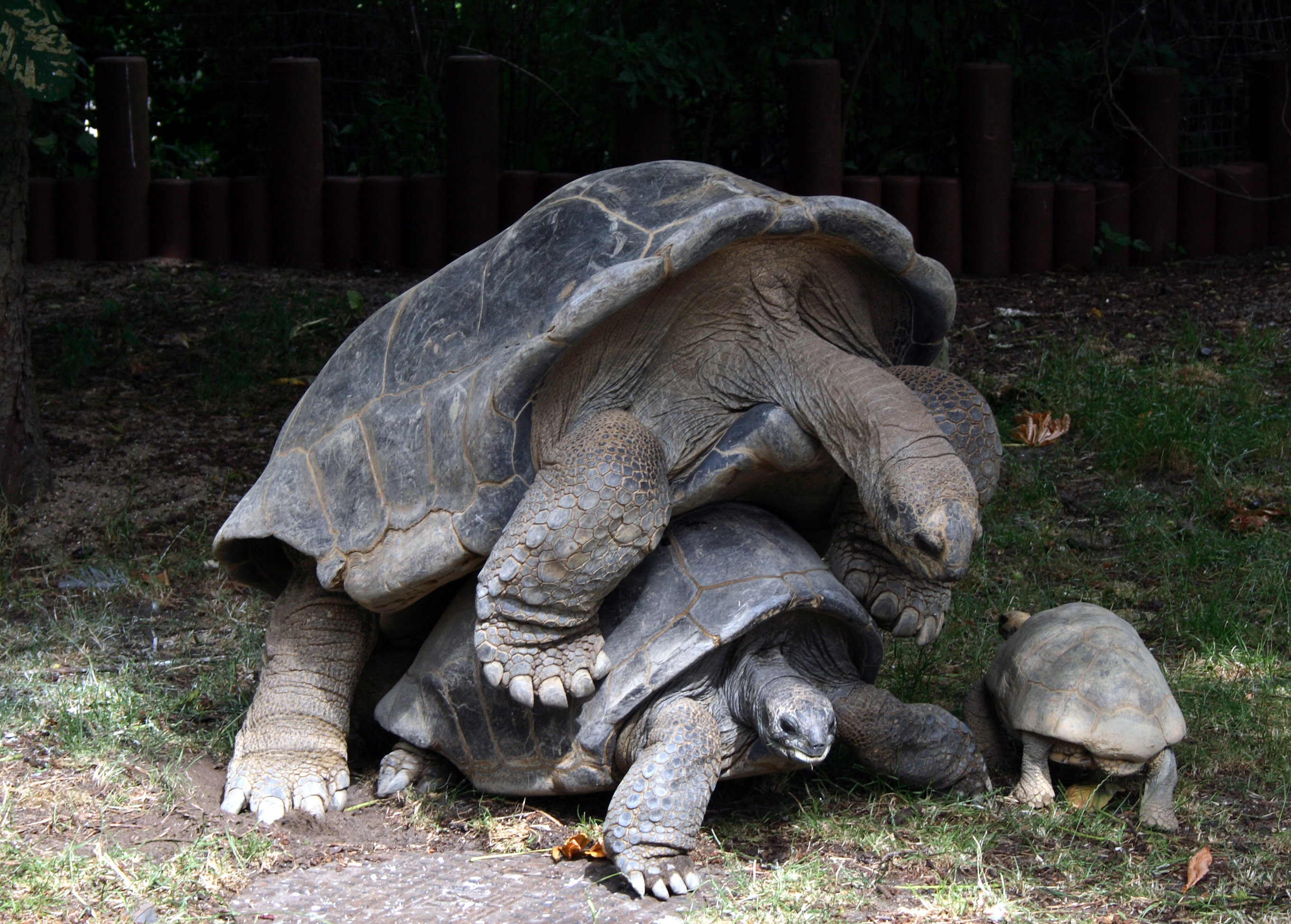
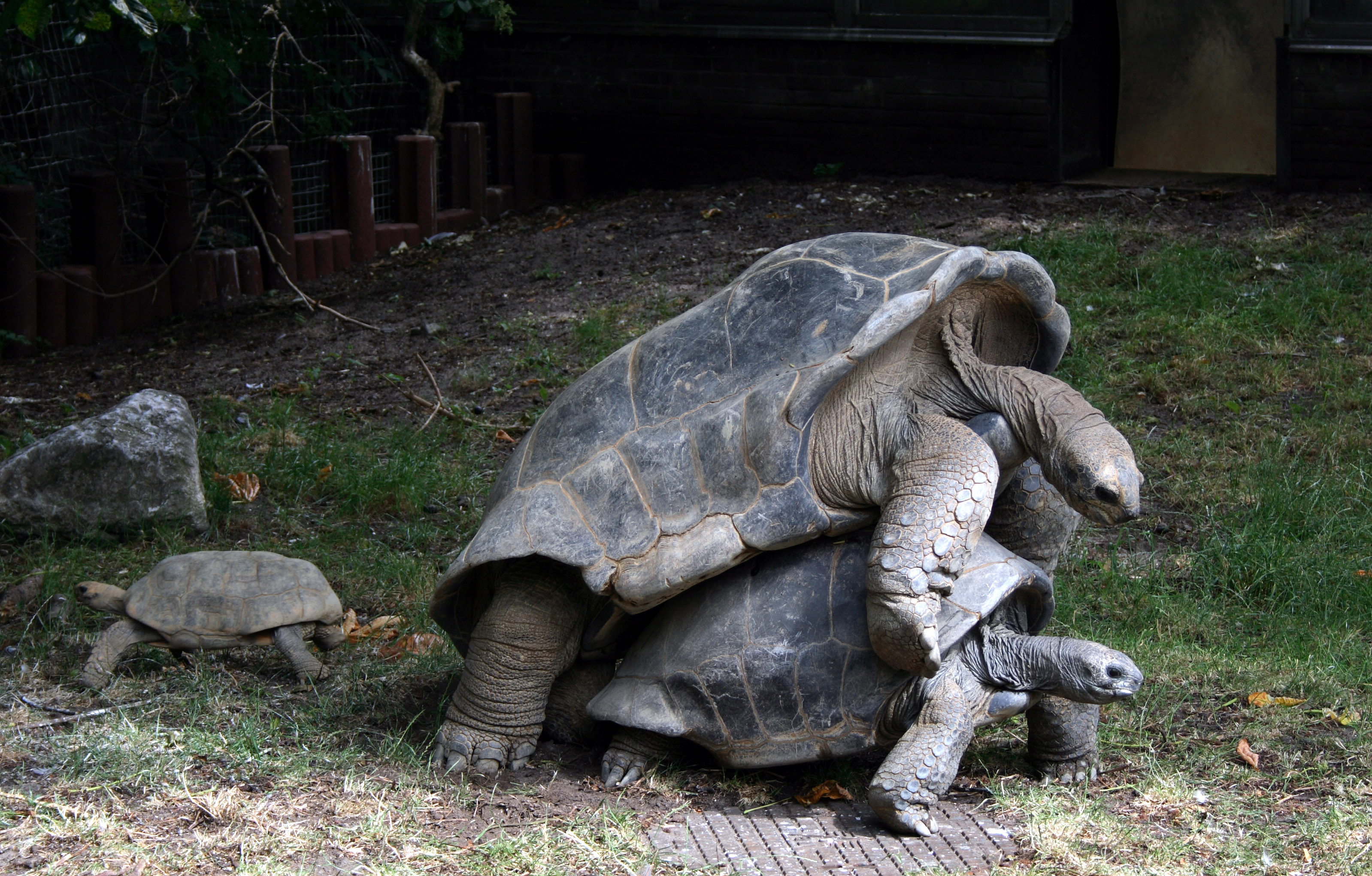
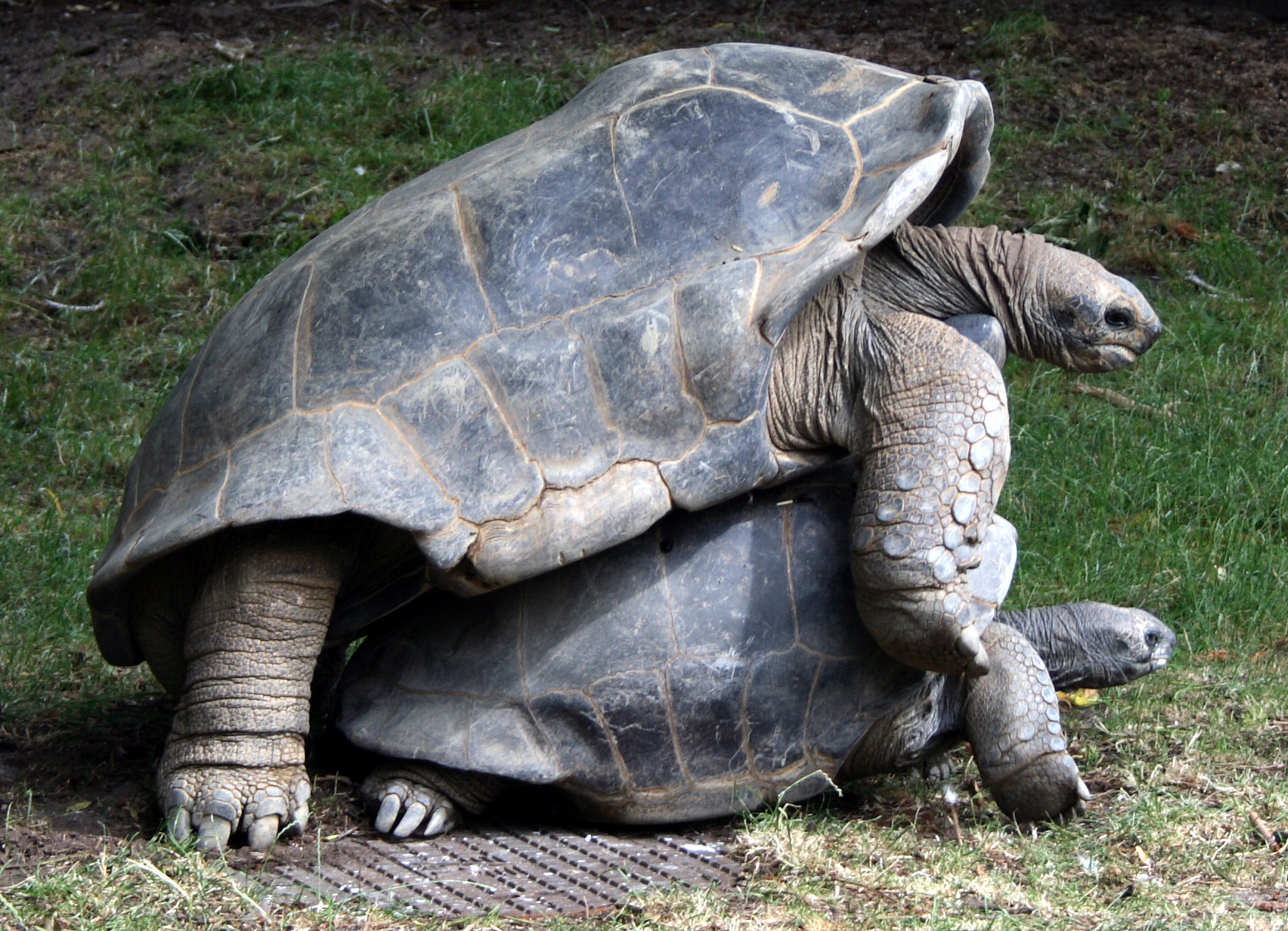
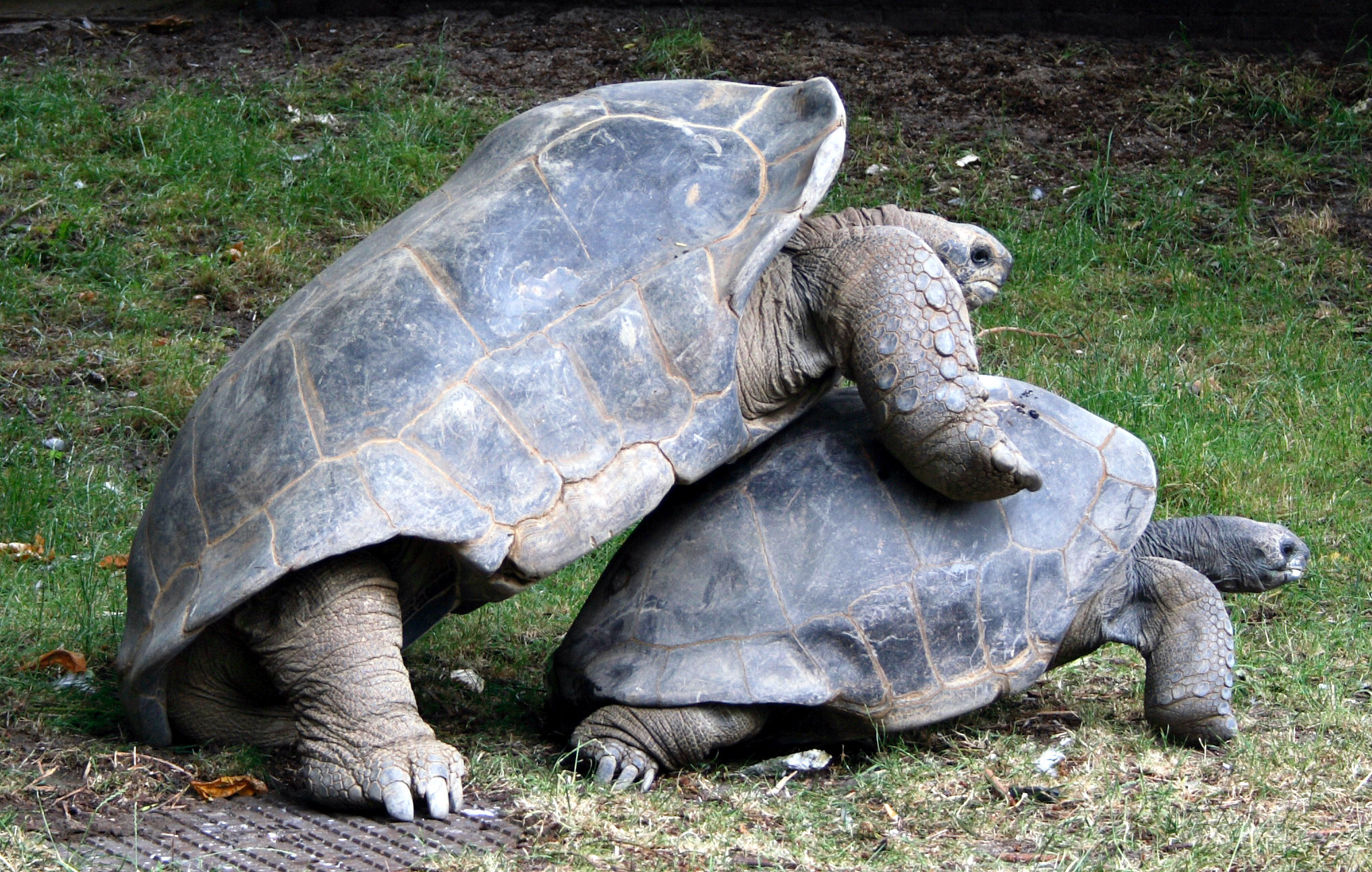
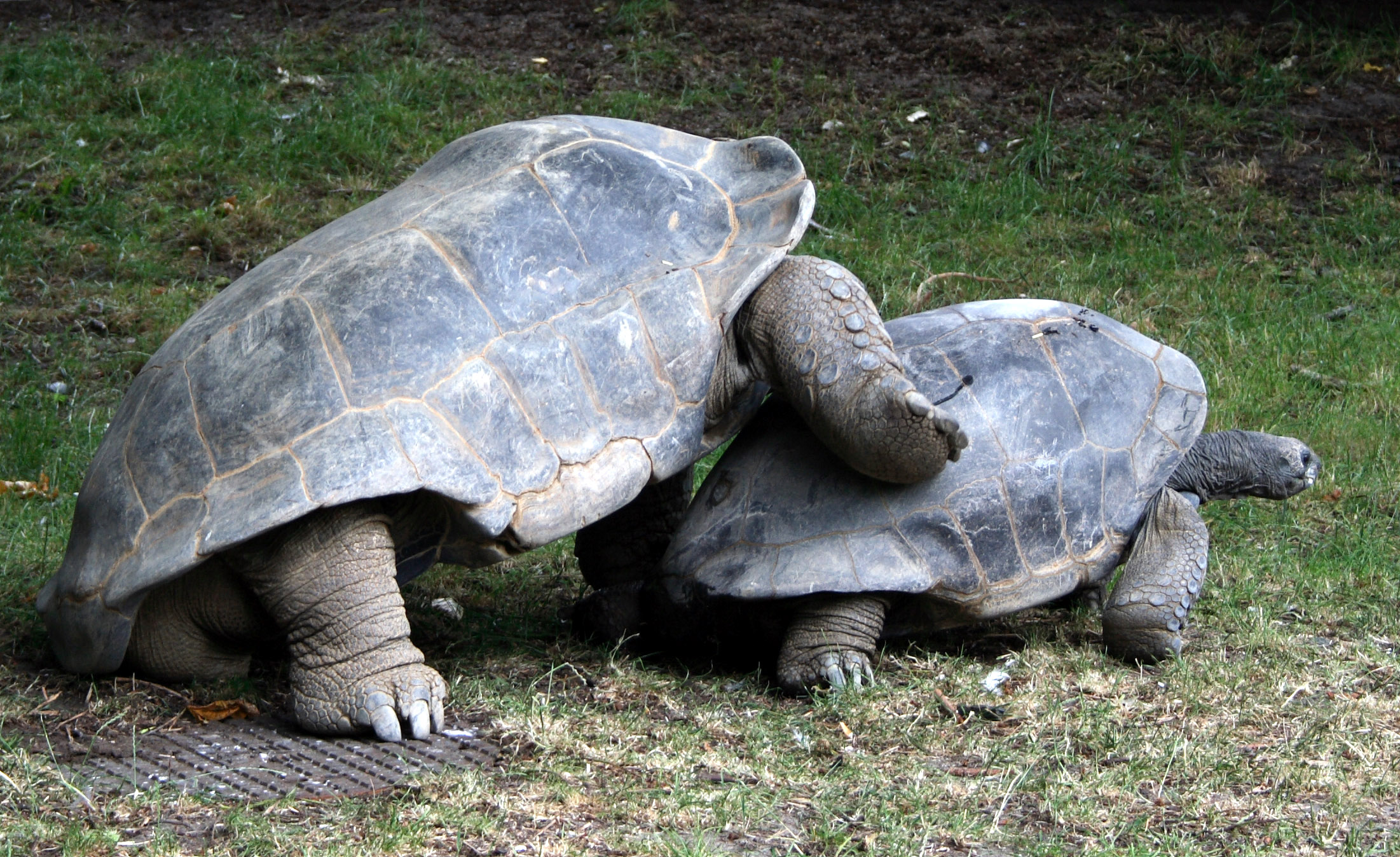
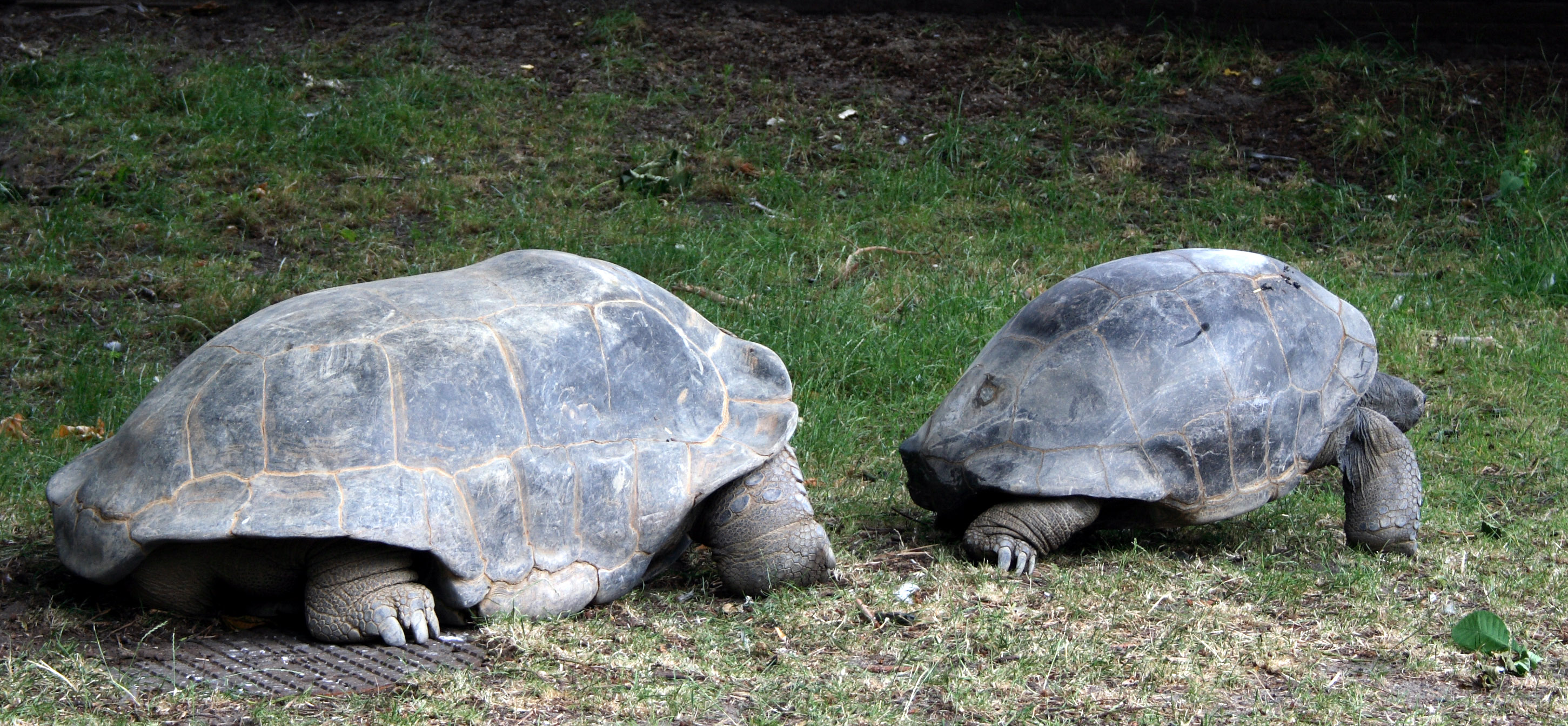
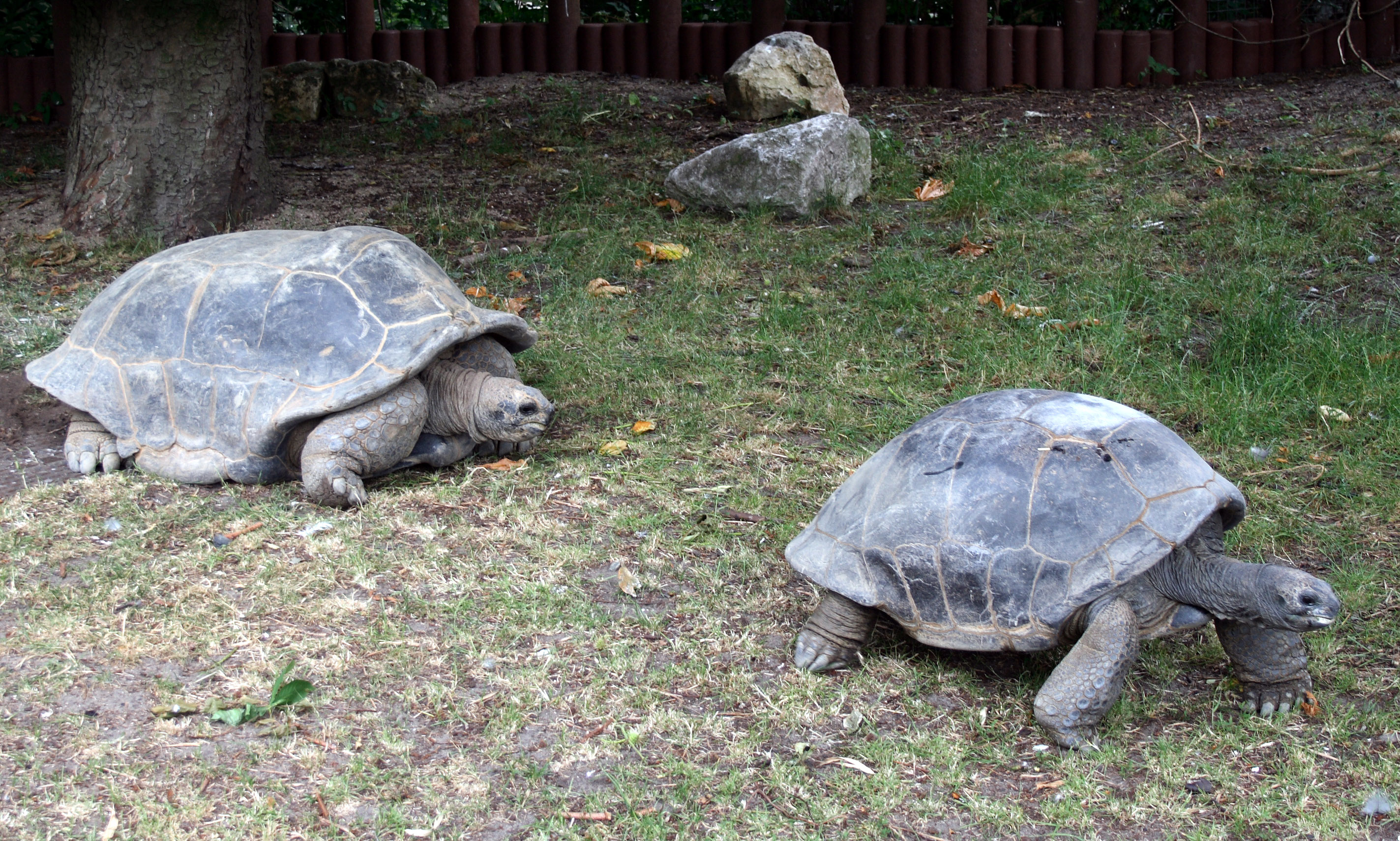

## Esperança de vida

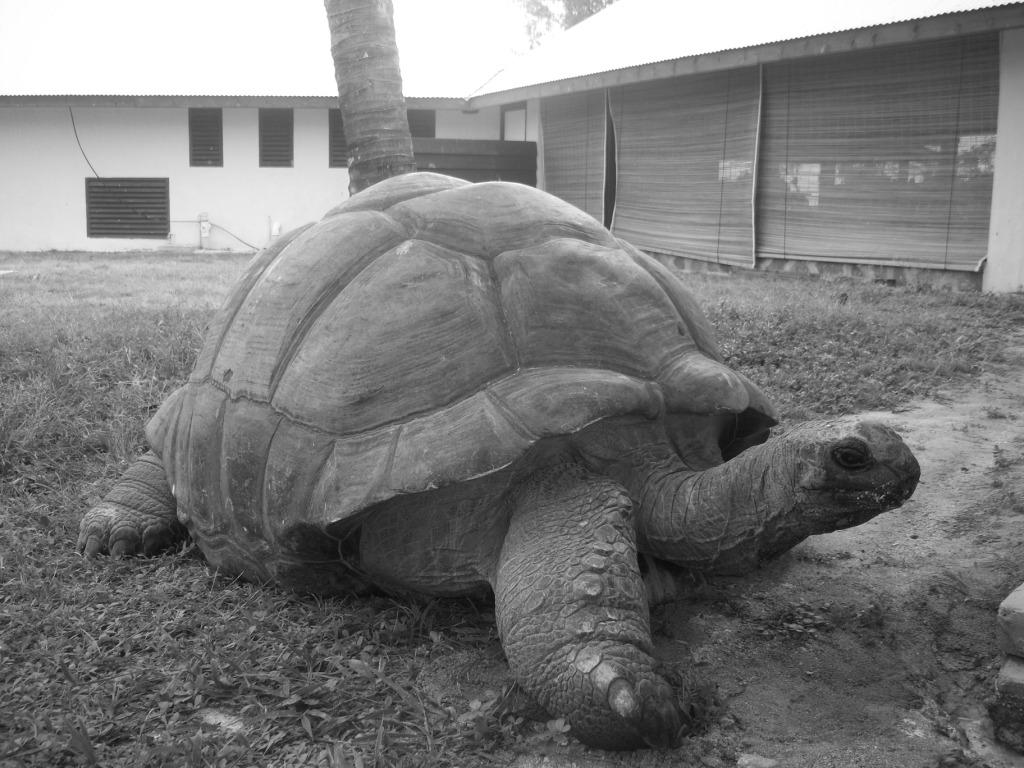
Esmeralda, la tortuga gegant vivent més vella del món, a l'illa de Bird, a les Seychelles.

Les grans tortugues es troben entre els animals més longeus del planeta. Alguns individus d'aquesta espècies es creu que han arribat a més de 200 anys, encara que es fa difícil de verificar, ja que viuen més que els seus observadors humans. Adwaita va ser, suposadament, una de les quatre tortugues de les Seychelles, que els mariners britànics van regalar a Robert Clive, de la Companyia Britànica de les Índies Orientals, durant el segle xviii, la qual va ser portada al Zoo de Calcuta l'any 1875. A la seva mort el març de 2006 al Zoo de Calcuta, a l'Índia, Adwaita teniar la fama d'haver assolit la major longevitat mai mesurada, amb 255 anys (havia nascut el 1750). La seva edat va ser determinada fent servir la datació per carboni de la seva closca. Actualment, es creu que l'Esmeralda (una tortuga gegant d'Aldabra) és la tortuga gegant vivent més longeva amb 170 anys, des de la mort amb 176 d'edat de Harriet, una tortuga gegant de les Galápagos.